# ML Buch
Marie Louise Buch (født 1987) er en dansk musiker, producer og komponist, som har udgivet musik under kunsternavnet ML Buch siden 2017. Buch gør brug af både akustiske og elektroniske instrumenter i sin musik, og er blevet beskrevet som en blanding mellem Joni Mitchell og Talk Talk.

## Diskografi

### Album
- Skinned (2020)
- Suntub (2023)

### EP
- Fleshy (2017)